# Patrick de Funès
Pour les articles homonymes, voir Famille de Funès.
Patrick de Funès, né le 27 janvier 1944 à Paris 13e, est un médecin français.

## Biographie
Fils de Louis de Funès et de Jeanne Augustine Barthélémy (1914-2015), il ne se lance pas dans une carrière d'acteur comme l'a fait son frère Olivier, à l'exception d'une apparition alors qu'il est enfant, dans L'Étrange Désir de monsieur Bard, aux côtés de Michel Simon.
À l'issue de ses études de médecine, il est radiologue spécialiste des mammographies. Retraité depuis 2007, il est l'auteur de trois ouvrages biographiques, sans être « un professionnel de l'écriture ». Il a fait partie des sociétaires des Grosses Têtes, sur RTL, en 2009 et 2010.
En 2013, son frère Olivier et lui deviennent administrateurs de l'association « Musée de Louis », gérant le musée consacré à leur père.

## Filmographie

### Cinéma
- 1953 : L'Étrange désir de monsieur Bard : Le petit garçon qui veut une orange

## Ouvrages
- Louis de Funès : Ne parlez pas trop de moi, les enfants !, Le Cherche midi, 2005  (ISBN 2-74910-372-X)L'ouvrage est préfacé par Jane Goodall, la célèbre primatologue, éthologue et anthropologue britannique qui — après avoir étudié la gestuelle des chimpanzés — s'est intéressée à celle de Louis de Funès[3].
C'est avec son frère Olivier que Patrick de Funès a coécrit cet ouvrage consacré à leur père. « C'est à l’image de son sujet, un livre intéressant et touchant. Pour être franc tout le monde se moque des états d’âmes des fils de Funès et de leurs parcours personnels relativement banals, mais les anecdotes de leur passé concernant les relations d’intimité sont en revanche captivantes »[4].
- Médecin malgré moi, Le Cherche midi, 2008  (ISBN 2-74911-206-0)L'auteur évoque son parcours professionnel avec une grande ironie et porte un regard sévère sur la médecine spectacle et sur les spécialistes qui occupent le devant la scène médiatique[5].
Cet ouvrage est qualifié de best-seller par le magazine Le Figaro magazine[6].
Médecin de la vieille école, l'auteur regrette l'évaporation du sens humain chez les médecins[7].
- La Folie de la grandeur, Le Cherche midi, 2012  (ISBN 978-2-74911-794-2)Le sens inné de la caricature et le « mauvais esprit » réjouissant et salvateur de Patrick de Funès, digne fils de son père, font de ce livre un document unique sur notre époque et ses travers[8].